# 佐佐木広高
佐々木 広高（ささき ひろたか）は、江戸時代中期の長州藩士。尼子氏（佐々木氏）の10代当主。宍道元兼の次男で、尼子就易の養子となる。初名は氏久（うじひさ）。子には佐々木元氏、娘2人が共に粟屋元興へと嫁いでいる。

## 人物
正保3年（1646年）に宍道元兼の次男として生まれ、実子のいなかった従兄・佐々木就易の養子となった。
宍道氏は近江佐々木氏の一族である京極氏5代当主京極高秀の四男・秀益が、出雲国意宇郡宍道に居を構えたことから始まっているが、秀益は尼子氏の祖である尼子高久とは兄弟である。また、宍道元兼と就兼の曽祖父・宍道隆慶の母が尼子国久の娘であった。こういった経緯から、先代の就易と同じく広高も宍道氏から尼子氏の養子に入ったと推測される。
元禄13年（1700年）12月12日、4代藩主・毛利吉広から「広」の偏諱を与えられて「広高」と改名する。
宝永7年（1710年）9月10日に死去。享年65。子の元氏が家督を継いだ。